# نیکوس ماخلاس
نیکوس ماخلاس (یونانی: Νίκος Μαχλάς؛ زادهٔ ۱۶ ژوئن ۱۹۷۳) بازیکن فوتبال اهل یونان بود.

## باشگاهی
از باشگاه‌هایی که در آن بازی کرده‌است می‌توان به باشگاه فوتبال آژاکس آمستردام، باشگاه فوتبال ویتس‌آرنهم، باشگاه فوتبال آپوئل، باشگاه فوتبال سویا، و باشگاه فوتبال ایراکلیس ۱۹۰۸ اشاره کرد.

## تیم ملی
وی همچنین در تیم ملی فوتبال یونان بازی کرده‌است.